# Prosenosoma greyi
Prosenosoma greyi är en tvåvingeart som beskrevs av Malloch 1938. Prosenosoma greyi ingår i släktet Prosenosoma och familjen parasitflugor. Inga underarter finns listade i Catalogue of Life.